# Jabari Smith
Jabari Montsho Smith Jr (ur. 13 maja 2003 w Fayetteville) – amerykański koszykarz, występujący na pozycji silnego skrzydłowego, obecnie zawodnik Houston Rockets.
W 2021 wystąpił w spotkaniach gwiazd amerykańskich szkół średnich – McDonald’s All-American, Jordan Brand Classic, Nike Hoop Summit. Został też wybrany najlepszym zawodnikiem stanu Georgia (Mr. Georgia Basketball, Georgia Gatorade Player of the Year). Został też zaliczony do II składu Sports Illustrated All-American.

## Osiągnięcia
Stan na 18 lutego 2024, na podstawie, o ile nie zaznaczono inaczej.

### NCAA
- Uczestnik rozgrywek II rundy turnieju NCAA (2022)
- Mistrz sezonu regularnego konferencji Southeastern (SEC – 2022)
- MVP turnieju Battle 4 Atlantis (2022)
- Najlepszy pierwszoroczny zawodnik:
  - NCAA (2022 według NABC, USBWA – Wayman Tisdale Award)[4]
  - konferencji SEC (2022)[5]
- Zaliczony do:
  - I składu:
    - SEC (2022)
    - najlepszych pierwszorocznych zawodników SEC (2022)
    - turnieju Battle 4 Atlantis (2022)

  - II składu All-American (2022)

### NBA
- Zaliczony do II składu debiutantów NBA (2022)[6]
- Uczestnik drużynowego:
  - konkursu Skills Challenge (2023)[7]
  - turnieju Jordan/Panini Rising Stars (2023, 2024 – Team Pau)[8][9]

### Reprezentacja
- Mistrz Ameryki U–16 (2019)